# Krakkói Képzőművészeti Akadémia
A Krakkói Jan Matejko Képzőművészeti Akadémia (lengyelül Akademia Sztuk Pięknych w Krakowie im. Jana Matejki, röviden ASP) egy állami felsőoktatási intézmény Krakkó belvárosában. Ez az elsőként alapított lengyel művészeti iskola, nevét a legnagyobb lengyel romantikus festőről, Jan Matejkoról kapta. Története során számos jelentős lengyel művész került ki a hallgatói közül, és ma is a lengyel művészeti élet egyik meghatározó központja.
Az akadémia hallgatói 5 és 6 éves osztatlan mesterképzésben, illetve doktori képzésben vehetnek részt.

## Története

### Az alapítástól 1873-ig
A Krakkói Képzőművészeti Akadémiát 1818-ban – Lengyelországban elsőként – alapította két lengyel festő, Józef Brodowski és Józef Peszka. Ekkor még nem független intézményként, hanem a Jagelló Egyetem Filozófia karának keretein belül, az Irodalom tanszéken működött, egészen 1926-ig.
Az iskola három tanszékből állt, amelyeken a „tiszta művészet” három műfaját tanították: Festészetet (Józef Brodowski), Rajzot (Józef Peszka) és Szobrászatot (Józef Reidlinger). Brodowski indítványozta egy Építészet, egy Litográfia és egy Rézkarc tanszék felállítását is, de erre egyelőre nem került sor.
Az első igazgató Peszka volt, majd Brodowski vette át a helyét 1833-ban. Brodowski Párizsban tanult, az ott látott francia minták alapján igyekezett kialakítani az oktatást. Más 19. századi európai művészeti akadémiákhoz hasonlóan az akadémiai oktatás alapjainak Krakkóban is olyan tantárgyakat tekintettek, mint a régi mesterek (pl. Raffaello) festményeinek másolása, vagy tanulmányok készítése ókori szobrok gipszmásolatairól.
Brodowskit Wojciech Korneli Stattler követte az igazgatói székben, aki a Római Szent Lukács Akadémián tanult. Számos változást tervezett bevezetni a korábbi oktatási rendszerhez képest, például élő modell utáni rajzolást és természet utáni festést. Ötleteit a gyakorlatban soha nem valósíthatta meg, ennek ellenére nagyban hozzájárult a krakkói művészeti közösség hozzáállásának megváltoztatásához.

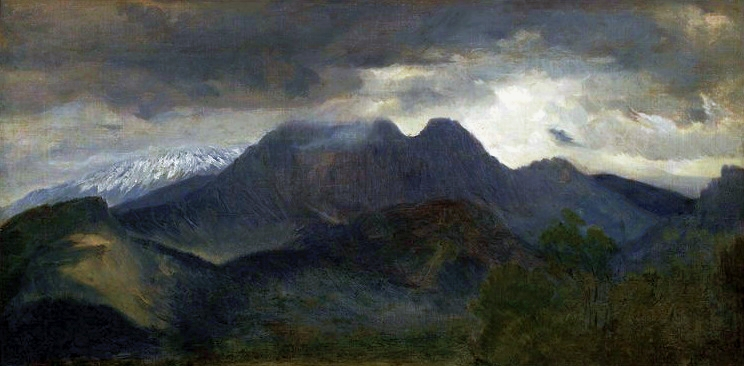
Aleksander Kotsis - A Giewont látképe

A Novemberi Felkelés után, 1833-ban a Krakkói Akadémiát hozzácsatolták a Műszaki Intézethez és átnevezték Rajz- és Festőiskolává.
1843 után több új tantárgyat vezettek be, többek között megalapították a Litográfiai Iskolát, ami a Rajz- és Festőiskola keretein belül működött. A régi mesterek munkáinak tanulmányozása és másolása továbbra is az oktatás alapját képezte. Ehhez nagy segítséget nyújtott az iskola galériája, amely gyűjteményben egyaránt megtalálhatók voltak festmények, rajzok, valamint ókori szobrokról készült másolatok.
Az első hallgatók, akiknek a neve ismerősen csenghet a lengyel művészettörténetből 1854-60 között tűntek fel az akadémián: Artur Grottger, Aleksander Kotsis és Jan Matejko. Mindhárman Władysław Łuszczkiewicz festő tanítványai voltak, aki 1850-től rajzot és perspektívát tanított az akadémián. Łuszczkiewicz történelmi helyekre szervezett kirándulásokat a hallgatóknak, és ekkor vezették be a tájképfestészet oktatását is. Az első plein-air kurzusokat a Tátrában rendezték. 

### Matejko és Fałat vezetése alatt

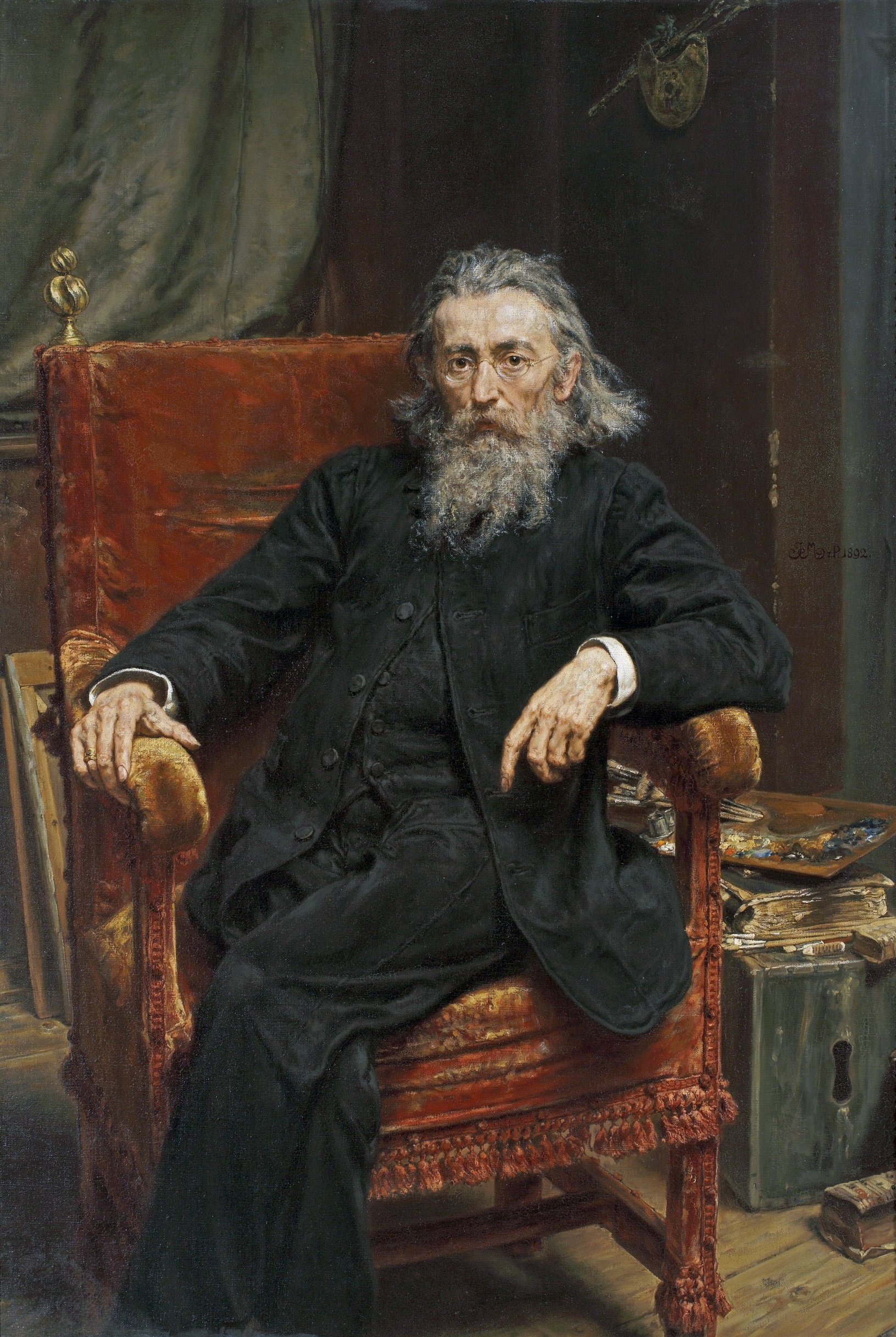
Jan Matejko önarcképe

„1873-at írunk, amikor Jan Matejko átveszi a Képzőművészeti Iskola vezetését. Ekkora már otthon és külföldön is egyaránt elismert festő volt: a szalonokon sorra nyerte a díjakat, a Francia Akadémia tagjává választották, felajánlották neki a Cseh Képzőművészeti Akadémia igazgatói székét Prágában, és mégis – ő Krakkót választotta.”
Ugyanabban az évben, amikor Matejko, a híres történelmi festő átvette az iskola vezetését, az intézményt Rajz- és Festőiskoláról Képzőművészeti Iskolára nevezték át. Ekkor vált az iskola független intézménnyé, ekkor lett saját, független szabályzata. Matejko húsz éven keresztül vezette az iskolát, egészen 1893-ig. Diákjai csodálattal és tisztelettel emlékeztek rá, mint egy olyan tanárra, aki szorosan ragaszkodik a saját festői elképzeléseihez, mégis tiszteletben tartja a tanítványok egyéniségét. A hallgatók úgynevezett „mesteriskolákban” tanultak, amelyekben az oktatás egy szoros mester-tanítvány kapcsolatra épült. Matejko tanítványai közt számos híres lengyel festőt találunk: Stanisław Wyspiański, Jacek Malczewski, Józef Mehoffer, Leon Wyczółkowski, Wojciech Weiss, Maurycy Gottlieb, Ludwik de Laveaux, Witold Pruszkówski, Franciszek Żmurko.
Matejko halála után Julian Fałat vette át az iskola vezetését 1895-ben. Fałat Krakkóban, Zürichben és Münchenben tanult. Vezetése alatt az oktatás határozottan új irányt vett, habár továbbra is a festészet maradt az elsődleges tudományág. Az akadémiai oktatás megújítása végett modernista festőket hívott az iskolába és tanári állást ajánlott nekik. 1895-ben érkezett Teodor Axentowicz és Leon Wyczółkowski, egy évvel később Jacek Malczewski. 1900-ban Józef Mehoffer csatlakozott a tanszékhez, akit hamarosan követett Stanisław Wyspiański is. Hozzájuk tartozott még Józef Pankiewicz, Ferdynand Ruszczyc (mindketten 1906-ban csatlakoztak) és Wojciech Weiss (1907).
„Fałat saját munkáiban a szépség keresése a részletek pontos megfigyelésén és az érzelmek ábrázolásán keresztül mutatkozik meg. Kollégáival együtt az volt a célja, hogy felkeltse a diákok érdeklődését az emberben rejlő eredendő képességek iránt. Míg Matejko számára a legfontosabb a nemzet ábrázolása volt a történelem fontos pillanataiban, addig Fałat-ék a legcsodálatraméltóbbnak magát „az embert” tartották. Céljuk az volt, hogy ez az ember iránti csodálat képekben jelenjen meg, és így váljon mindenki szolgálatára.”

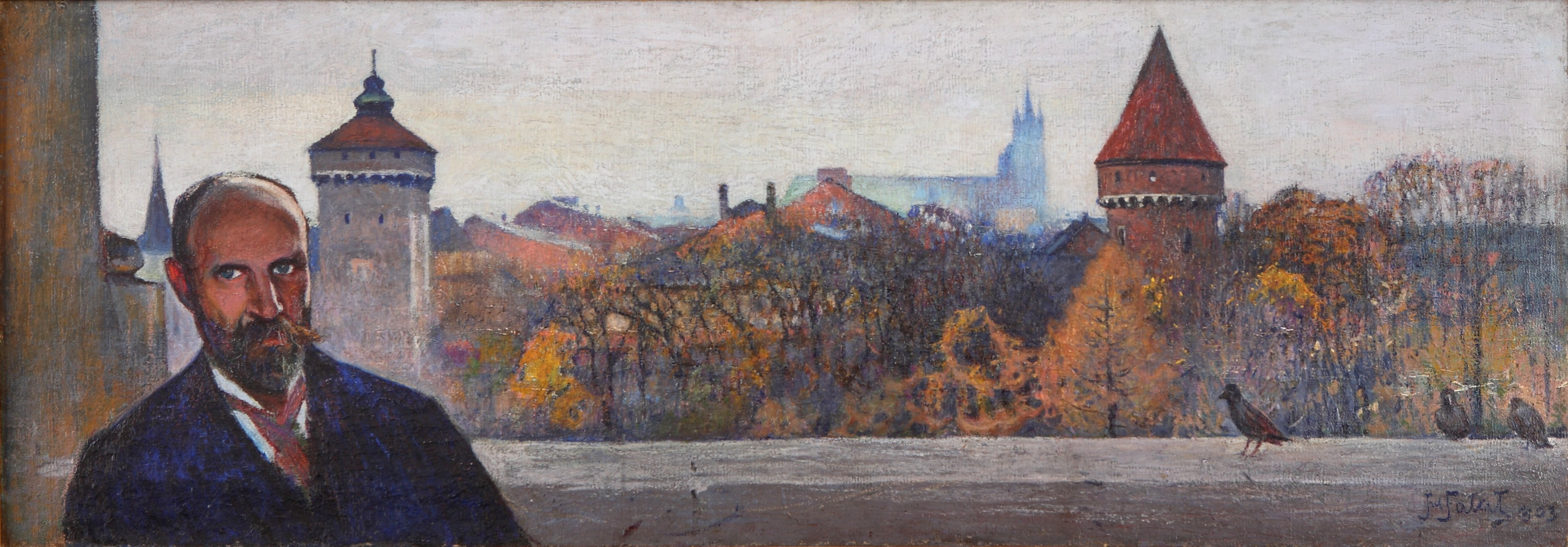
Julian Fałat önarcképe (1903), a háttérben Krakkó látképe

Fałatnak köszönhetően a Képzőművészeti Iskola 1900. október 1-én Akadémiai rangot kapott. Az ő nevéhez fűződik a grafikai oktatás fejlesztése is. Ebben az időszakban a képgrafikai technikák nagyon népszerűek voltak a Fiatal Lengyelország mozgalom művészei között. Leon Wyczółkowskit, Wojciech Gerson és Jan Matejko tanítványát a litográfia úttörőjeként tartják számon. Stanisław Wyspiański szintén nagy odaadással fordult a grafikai technikák felé, elsősorban könyvek díszítésére alkalmazta őket. A Speciális Grafikai Iskolát 1909-ben hozták létre Józef Pankiewic vezetésével, önálló grafikai tanszék viszont csak később, 1923-ban jött létre.

### 1909-től 1939-ig
Julian Fałat 1909-es halála után a Krakkói Akadémia igazgatói a következők voltak: Leon Wyczółkowski, Teodor Axentowicz, Konstanty Laszczka, Jacek Malczewski, Józef Mehoffer, és más, a Fiatal Lengyelország mozgalomhoz tartozó művészek.
Krakkó már a századfordulón meghatározó művészeti központtá vált az iskola diákjainak és tanárainak köszönhetően. Ez csak még inkább erősödött a két háború közötti időszakban, amikor is számos művészeti csoport jelent meg Krakkóban.
Az egyik ilyen, az iskolához szorosan kapcsolódó csoport, az úgynevezett Párizsi Bizottság volt, amely 1924-ben alakult a Józef Pankiewicz köré csoportosuló diákok kezdeményezésére. Céluk a posztimpresszionista hagyomány folytatása volt. A csoport tagjai voltak többek között Hanna Rudzka-Cybisowa, Jan Cybis, Józef Czapski, Artur Nacht-Samborski, Tadeusz Piotr Potworowski, Zygmunt Waliszewski. Párizsban megalapították a Krakkói Akadémia egy külső részlegét, amit maga Pankiewicz vezetett.
Egy másik jelentős művészeti társaság, az úgynevezett Krakkói Csoport 1930-ban alakult. Sasza Blonder, Maria Jarema, Leopold Lewicki, Adam Marczyński, Erna Rosenstein, Jonasz Stern és más avantgárd művészek alapították. Később, a háború alatt Tadeusz Kantor színházának körében működtek.

### A második világháború és az 1940-es évek
A második világháború kitörését követően a nácik bezáratták a Krakkói Akadémiát. A német megszállás alatt a legtöbb krakkói egyetemi tanárt a sachsen-oranienburgi és a dachaui koncentrációs táborba szállították (az úgynevezett Sonderaktion Krakau keretében). 1940 és 1943 között egy Kézműves- és Iparművészeti Iskola (Staadtliche Kunstgewerbeschule) működött a Krakkói Akadémia helyén. A vezetője a szobrász Wilhelm Heerde volt, lengyel tanárai pedig Fryderyk Pautsch, Władysław Jarocki és Stanisław Kamocki. Amikor felfedezték az iskolában működő ellenálló mozgalmakat, az intézményt bezárták.
1945-ben, Krakkó felszabadulása után elkezdték újjáépíteni az akadémiát. A korábbi tanári karból nem sokan tértek vissza: sokukat kivégeztek (pl. Ludwik Pugetet és Jan Burczakot), mások meghaltak a koncentrációs táborokban. Akadtak viszont túlélők is, többek között Józef Mehoffer és Xawery Dunikowski.
A háború utáni első rektor 1940 és 1945 között Eugeniusz Eibisch volt, aki számos más művészt hívott az akadémiára a háború előtti Párizsi Bizottság csoport koloristái közül (Zbigniew Pronaszko, Hanna Rudzka-Cybisowa, Xawery Dunikowski, Władysław Jarocki, Fryderyk Pautsch, Czesław Rzepiński, Wojciech Weiss). A 40-es évek végén több új tanár jelent meg az akadémián. 1947-ben Wacław Taranczewski vette át a Díszítőfestő Tanszék vezetését, két évvel később pedig megalapították a Szobrász Tanszéket a következő professzorok: Xawery Dunikowski, Jacek Puget, Jerzy Bandura és Wanda Śledzińska.
A Lengyel Művészeti Társaság 1949-es katowicei kongresszusán előírták a szocialista realizmust, mint irányadó művészeti műfajt. Az erős állami kontroll nem kerülte el a krakkói iskolát sem, és sok fiatal művész nem tudott védekezni az ideológiai nyomás ellen. Voltak azonban olyanok, akik nem akartak megfelelni a kötelezően előírt elvárásoknak: az egyik diák, Andrzej Wróblewski önképző kört alapított az akadémián, amihez olyan művészek csatlakoztak, mint  Andrzej Strumiłło, Andrzej Wajda, Jan Tarasin és mások.
1948-ban a krakkói Művészetek Palotájában (Pałac Sztuki w Krakowie) megnyílt az I. Modern Művészeti Kiállítás. A kiállításon az avantgárd művészet jeles képviselői vettek részt, akik szembefordultak az államilag előírt trendekkel. A II. Krakkó Csoport 1957-ben alakult; Jareman Marczynskin és Sternen kívül számos új művész csatlakozott a csoporthoz, többek között  Tadeusz Brzozowski, Tadeusz Kantor, Alfred Lenica, Daniel Mróz, Jerzy Nowosielski és Kazimierz Mikulski.
Az avantgárd művészek működése meglehetősen kellemetlen volt a hatóságok számára. A művészeti és kulturális miniszter, Włodzimierz Sokorski, igyekezett minél több diákot megnyerni a hivatalos művészet számára:

„Hogyha valamelyik professzor nem tetszik nektek, csak gyertek el hozzám a nap bármely szakában, és mi majd teszünk róla, hogy megszabaduljunk ezektől a professzoroktól. Most szeretném elmondani mindnyájatoknak, hogy Tadeusz Kantor nem professzor többé. Nincs szükségünk hozzá hasonló professzorokra.”

### 1950-től 1979-ig
1950-ben a Képzőművészeti Akadémiát egyesítették a Vizuális Művészetek Állami Magasiskolájával, és elnevezték A Vizuális Művészetek Akadémiájának. Az egyesítésnek köszönhetően az akadémia új szakirányokra tett szert a belsőépítészet, a textilművészet, a nyomtatott design és a restaurálás területein. Teljesen megváltozott az iskola karaktere, hiszen a tisztán művészeti tantárgyakon kívül elkezdődött az iparművészet oktatása is. 1952-ben a Katowicei Grafika kart hozzácsatolták a Krakkói Akadémiához. A Grafika Tanszék 1953 után alakult, amikor a politikai légkör enyhülni kezdett. A tanszéket Mieczysław Wejman vezette. Az iskola nevét 1957-ben változtatták vissza Képzőművészeti Akadémiára.
A Wprostowcy csoport 1966-ban jelent meg Krakkóban. Az Emil Krcha  stúdiójához kapcsolódó következő művészek alapították: Jacek Waltoś, Maciej Bieniasz, Zbylut Grzywacz, Barbara Skąpska, Leszek Sobocki. A művészettörténész Piotr Piotrowski a következőket írta a csoport elveiről:
„(…) tiltakoztak az akadémiai oktatás és a szalonművészet ellen, mert úgy gondolták, hogy azok elidegenedtek a mindennapi élet problémáitól és a hétköznapi tapasztalatoktól. „Egyenesen akarunk beszélni (innen a csoport neve: wprost = egyenesen), ki akarjuk használni a művészi kifejezés különböző lehetőségeit: a témákat, a szimbólumokat, a jelentéssel teli formákat, és olyan anyagokat akarunk használni, amik megfelelnek a tartalomnak” – írták a csoport tagjai 1966-ban.”

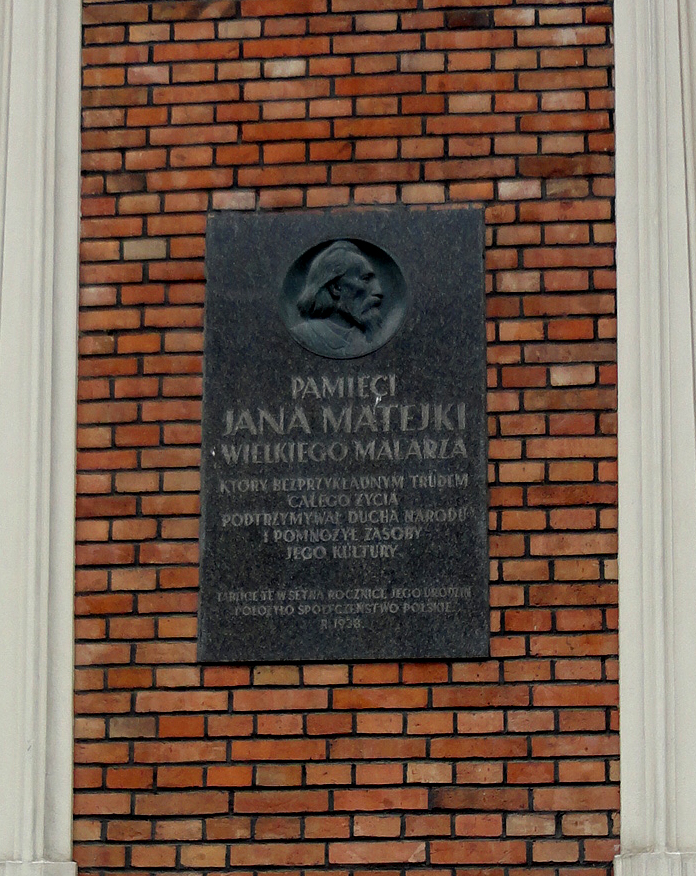
Jan Matejko emléktábla az akadémia főépületének falán

Az akadémia festő tanárai közül az egyik legkiemelkedőbb Jerzy Nowosielski volt, aki 1960-ban vette át a Festő Tanszék vezetését. Független volt a koloristáktól, így képes volt új értékeket felmutatni a diákoknak. Sok emlék fennmaradt a stúdiójáról és a tanítási módszereiről.
„Jerzy Nowosielski nem csak a festészet módszereit tanította, hanem egy új világnézet kiépítéséhez segítette hozzá a tanítványait. 
Ha van olyan oktató, akiről elmondható, hogy úgy alakította tanítványait, mint a spirituális mesterek, akkor Nowosielski bizonyosan ilyen volt. A festészeti korrektúra mellett előadásokat tartott a tanítványainak a művészet alapvető kérdéseiről, és a hozzá közel álló művészeti mozgalmakról – a kubizmusról tartott előadásai voltak a leghíresebbek. Előadásaiban a teológiai kérdéseket sem kerülte el. A festészet mellett felkeltette a diákok érdeklődését más területek iránt is, és ezek a más jellegű ismeretek aztán nagyban hozzájárultak a tanítványok festészeti előmeneteléhez.”
Az akadémia főépületének építésének 100. évfordulójára, 1979. szeptember 28-án, a hagyományok előtt tisztelegve a Krakkói Akadémia felvette Jan Matejko nevét.
Pár név az akadémia leghíresebb hallgatói közül, akiknek a munkássága az egész lengyelországi művészeti életre hatással volt:  Louis Marcousis, Mojżesz Kisling, Tadeusz Makowski, Stanisław Ignacy Witkiewicz, Jerzy Nowosielski, Andrzej Wajda, Tadeusz Kantor.

## Szervezeti felépítése
Karok
- Festészeti Kar
  - Festő Tanszék
  - Rajz Tanszék
  - Díszlettervező Tanszék
  - Interdiszciplináris Tanszék
  - Művészeti oktatás Tanszék
- Szobrászati Kar
  - Szobrász Tanszék I.
  - Szobrász Tanszék II. Anyaghasználat
  - Rajz Tanszék
  - Díszítőszobrászati Tanszék
- Grafikai Kar
  - Képgrafika Tanszék
  - Tervezőgrafika Tanszék
  - Rajz és festő Tanszék
  - Animációs film, fotográfia és digitális média Tanszék
- Belsőépítészeti Kar
  - Belsőépítész Tanszék
  - Lakberendező és bútortervező Tanszék
  - Kiállítótér tervező Tanszék
  - Design Tanszék
  - Általános művészeti Tanszék
- Műtárgy restaurátori Kar
  - Falkép restaurátor Tanszék
  - Táblakép restaurátor Tanszék
  - Szobrász restaurátor Tanszék
  - Művészeti technikák és anyagok Tanszék
  - Általános művészeti Tanszék
- Ipari formatervezési Kar
  - Design Tanszék
  - Tervezési módszertan Tanszék
  - Ergonomikus design Tanszék
  - Vizuális kommunikáció Tanszék
  - Tér- és színhasználati Tanszék
  - Vizuális művészeti Tanszék
- Intermédia Kar

Független egységek
- Művészetelméleti és művészettörténeti Tanszék
- Idegennyelvi Központ
- Testnevelési Központ

## Az akadémia épületei

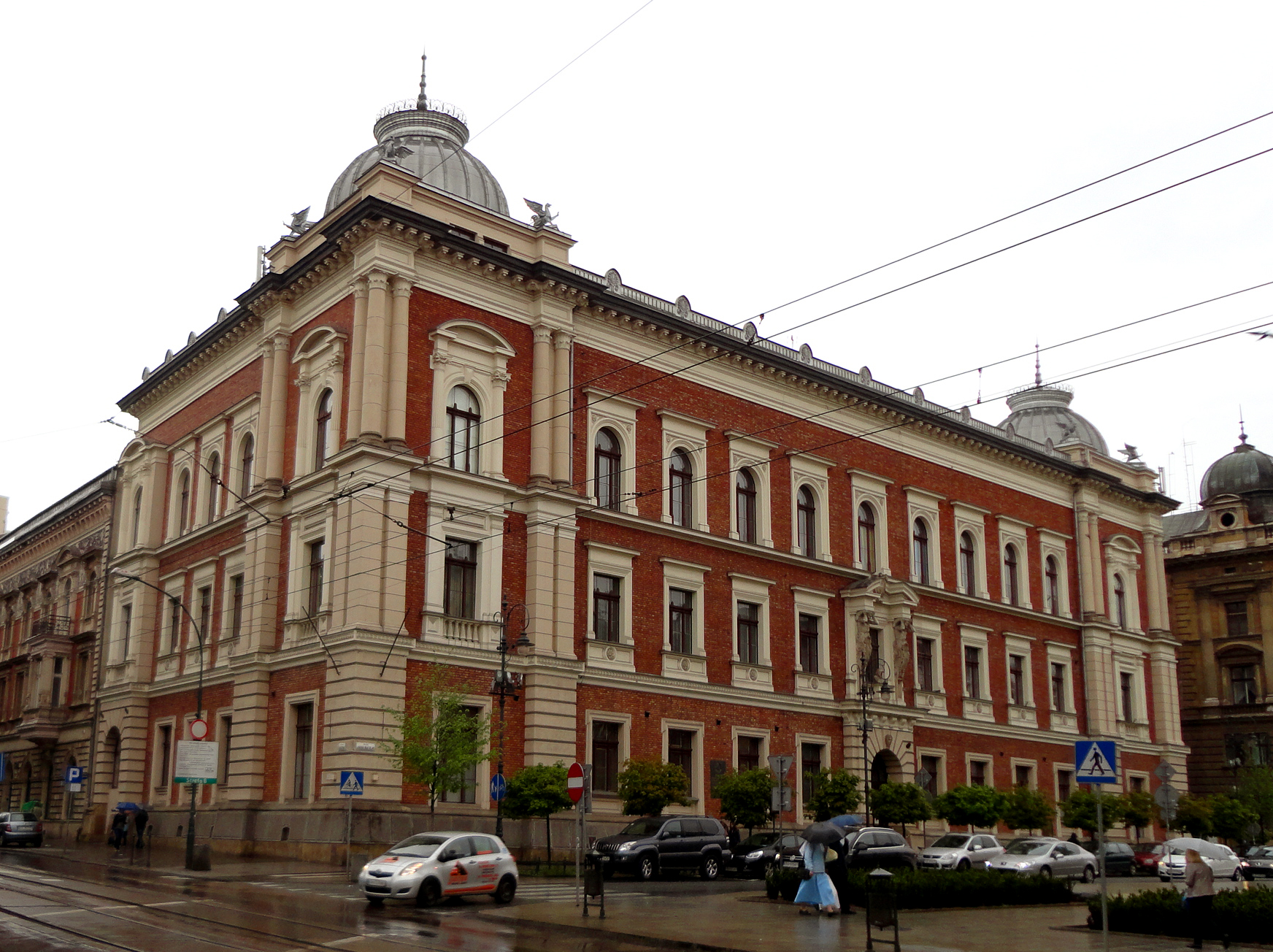
Az akadémia főépülete a krakkói Jan Matejko téren

A Krakkói Művészeti Akadémia több különböző épületben működik Krakkó belvárosában.
Jan Matejko tér 13.
Itt található az akadémia főépülete, amely 1879-ben épült és Maciej Moraczewski tervezte neoklasszicista stílusban. Ma a következő szervezeti egységek működnek a főépületben: Rektori iroda, Adminisztrációs iroda, Festészeti Kar és dékáni iroda, Szobrászati Kar és dékáni iroda, Művészetelméleti és művészettörténeti Tanszék, Festészeti kiállítótér, Múzeum, Publikációs és promóciós részleg, Nemzetközi kapcsolatok irodája és az akadémia könyvtárának egyik fiókja.

Smoleńsk utca 9.
Belsőépítészeti Kar és dékáni iroda, Falkép restaurátor és Táblakép restaurátor Tanszék, Könyvtervező és tipográfiai műhely, Galeria Jednej Książki (Egy Könyv Galéria), Galeria pod Schodami (Lépcső Galéria).
Ebben az épületben található az akadémia központi könyvtára is, amely a legrégebbi és legnagyobb gyűjteménnyel rendelkező könyvtár a lengyel művészeti iskolák könyvtárai között. Több mint 150 ezer művet számláló gyűjteményében többek között egyedi plakátgyűjteményeket, grafika lapokat, rajzokat, fotográfiákat, magazinokat és könyvborítókat találunk. 

Juliusz Leo utca 27-29.

Műtárgy restaurátori kar és dékáni iroda, Galeria 4 ściany (4 fal Galéria).

Karmelicka utca 16.

Tervezőgrafika Tanszék, Animációs film, fotográfia és digitális média Tanszék, Szobrászrestaurátor Tanszék.

Humberta utca 3.

Belsőépítészeti Kar és dékáni iroda, Grafikai Kar és dékáni iroda, Képgrafika Tanszék.

## Nemzetközi kapcsolatok
A Krakkói Képzőművészeti Akadémia aktívan részt vesz a különböző nemzetközi csereprogramokban, és együttműködik Európa számos más művészeti egyetemével. Sok hallgatója tanul külföldi egyetemeken az Erasmus-program keretében, de talán még ennél is több külföldi diák érkezik Krakkóba, akik egy vagy két szemesztert tölthetnek az akadémián. Magyarországról a Magyar Képzőművészeti Egyetem áll Erasmus szerződéses viszonyban az akadémiával. A Krakkói Képzőművészeti Akadémia a CEEPUS II programban is aktív szerepet játszik, emellett számos nemzetközi művészeti társaságnak is a tagja. 

## Rektorok
Képzőművészeti Iskola (igazgatók)
- 1873–1893: Jan Matejko
- 1893–1895: Władysław Łuszczkiewicz
- 1895–1900: Julian Fałat

Képzőművészeti Akadémia (rektorok)
- 1900–1909: Julian Fałat
- 1909–1910: Leon Wyczółkowski
- 1910–1911: Teodor Axentowicz
- 1911–1912: Konstanty Laszczka
- 1912–1914: Jacek Malczewski
- 1914–1918: Józef Mehoffer
- 1918–1919: Wojciech Weiss
- 1919–1922: Józef Gałęziowski
- 1922–1927: Adolf Szyszko-Bohusz
- 1927–1928: Teodor Axentowicz
- 1928–1929: Adolf Szyszko-Bohusz
- 1929–1931: Konstanty Laszczka
- 1931–1932: Fryderyk Pautsch
- 1932–1933: Józef Mehoffer
- 1933–1936: Wojciech Weiss
- 1936–1939: Fryderyk Pautsch
- 1945–1949: Eugeniusz Eibisch
- 1949–1950: Zbigniew Pronaszko
- 1950–1951: Zygmunt Radnicki
- 1951–1952: Konrad Srzednicki
- 1952–1954: Mieczysław Wejman
- 1954–1967: Czesław Rzepiński
- 1967–1972: Mieczysław Wejman
- 1972–1980: Marian Konieczny
- 1980–1987: Włodzimierz Kunz
- 1987–1993: Jan Szancenbach
- 1993–1996: Włodzimierz Kunz
- 1996–2002: Stanisław Rodziński
- 2002–2008: Jan Pamuła
- 2008–2012: Adam Wsiołkowski
- 2012-től: Stanisław Tabisz

## Külső hivatkozások
- Az akadémia hivatalos honlapja
- A Szobrászati Kar honlapja
- A Grafikai Kar honlapja
- A Belsőépítészeti Kar honlapja
- A Műtárgy restaurátori Kar honlapja
- Az Ipari formatervezési Kar honlapja Archiválva 2019. december 25-i dátummal a Wayback Machine-ben
- Az Intermédia Kar honlapja